# Comuna de Kościelisko
Kościelisko (polaco: Gmina Kościelisko) é uma gminy (comuna) na Polónia, na voivodia de Pequena Polónia e no condado de Tatrzański. A sede do condado é a cidade de Kościelisko.
De acordo com os censos de 2004, a comuna tem 7995 habitantes, com uma densidade 58,6 hab/km².

## Área
Estende-se por uma área de 136,37 km², incluindo:
- área agricola: 26%
- área florestal: 63%

## Demografia
Dados de 30 de Junho 2004:
|                      | Total   | Total | Mulheres | Mulheres | Homens  | Homens |
| -------------------- | ------- | ----- | -------- | -------- | ------- | ------ |
|                      | pessoas | %     | pessoas  | %        | pessoas | %      |
| População            | 7995    | 100   | 4075     | 51       | 3920    | 49     |
| Densidade (pop./km²) | 58,6    | 100   | 29,9     | 29,9     | 28,7    | 28,7   |

De acordo com dados de 2002, o rendimento médio per capita ascendia a 1174,26 zł.

## Subdivisões
- Dzianisz, Kościelisko, Witów.

## Comunas vizinhas
- Czarny Dunajec, Poronin, Zakopane.